# Histoire de la piscine
Cet article explique l'histoire de la piscine à travers le temps.

## Antiquité
Les premières piscines remontent à l'antiquité avec les bains grecs puis les bains romains. Ces bassins étaient à l'origine principalement utilisés pour la natation (natatio), mais la notion de pratique sportive a progressivement disparu et l'usage en a fait des lieux de bien-être et d'hygiène.

## Avant les années 1960
En France, le terme « natation » apparait pour la première fois en 1785. Barthélemy Turquin ouvre la première école de nage sur un bassin flottant sur la Seine près du pont de la Tournelle dans le 5e arrondissement de Paris. La piscine redevient donc ainsi un lieu de la pratique du sport et du jeu.
Au XIXe siècle, les premiers bains publics voient le jour notamment à Paris, mais aussi dans d'autres grandes villes de France. Ces bains rencontrent un véritable succès populaire et sont un lieu d'échange entre les différentes classes sociales qui les fréquentent. On y retrouve la notion de sport et d'amusement, mais surtout le développement de l'hygiène qui, jusque-là, n'était pas au cœur des priorités. Sous le Second Empire et le début de la Troisième République, les notions de baignade plaisir et sportive disparaissent pour mettre en avant la salubrité, l'hygiène et les gestes élémentaires de propreté. La création, en 1855 par l'Allemagne, de douches publiques tend à faire disparaitre des bains publics la notion de piscine.
Dans les Années folles (1920-1930), la France lance la construction d'une vingtaine de piscines publiques mettant en avant une notion de jeu, de sport et de plaisir, s'inscrivant dans l'euphorie des années d'après-guerre. En 1924, nait la première piscine conçue uniquement pour la natation et le jeu, scindant ainsi définitivement la notion d'hygiène de celle de plaisir. Cependant, la France reste très loin derrière l'Allemagne (1 400 bassins) et l'Angleterre (800 bassins).

## Grands projets nationaux (années 1960 à 1980)

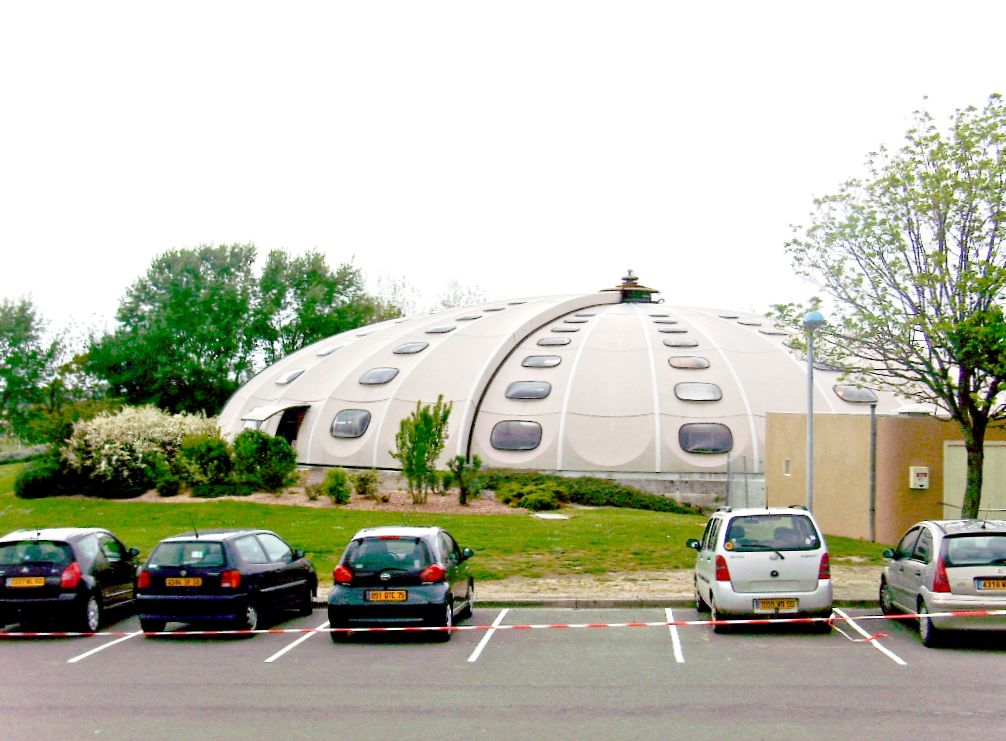
piscine Tournesol de Granville

Dans les années 1960, les premières piscines privées, considérées comme un luxe et un signe extérieur de richesse apparaissent. Les premières grandes sociétés françaises perdurant encore aujourd'hui sont créées (Lermite SAS en 1958, Normandie piscines en 1967, Carré Bleu en 1972, Diffazur SA en 1974). En 1969, le secrétariat d'État à la Jeunesse et aux Sports lance un vaste projet national d'équipement du territoire en piscines municipales sous le titre « 1 000 piscines ». Cinq modèles types sont retenus : piscine Caneton, Iris, Plein-Ciel, Plein-Soleil et la piscine Tournesol issue du programme national de construction de piscines de type industriel, lancé au début des années 1970, qui a entrainé la construction de quelque 183 piscines de ce type en France à la fin des années 1970 et au début des années 1980. 
En 1976, la première piscine à vagues de France est construite sur la base de plein air de Saint-Quentin-en-Yvelines. De nouveaux besoins apparaissent. Il faut faire bouger l'eau avec des vagues, des toboggans, des geysers, des canons à eau, des banquettes bouillonnantes, des fontaines et de la nage à contre-courant, accueillir un nouveau public, les bébés nageurs et l'aquagym, créer des espaces détente avec sauna, hammam et plage UV. L'Aqualud du Touquet est la première piscine de loisirs couverte réalisée en France, créée en 1985.

## Après les années 2000
En 2013, la Fédération des professionnels de la piscine (FPP) estime le nombre de bassins privés à environ 1,7 million (sans distinction entre les hors-sol et les enterrées), ce qui place la France au premier rang en Europe, et au deuxième au monde après les États-Unis qui disposent d'un parc de piscines privées de 9 millions de bassins.
|                | 2003    | 2004      | 2005      | 2006      | 2007      |
| -------------- | ------- | --------- | --------- | --------- | --------- |
| Parc Total     | 928 000 | 1 056 000 | 1 154 000 | 1 248 000 | 1 346 000 |
| dont enterrées | 675 000 | 721 000   | 762 000   | 801 000   | 843 000   |
| dont hors-sol  | 253 000 | 335 000   | 392 000   | 447 000   | 503 000   |

## Perspectives
Alors que les piscines sont restées pendant longtemps de simples bassins, certaines sont devenues des centres aquatiques de plus en plus sophistiqués avec des équipements variés comme des jeux, des toboggans, des bassins où l'on peut nager à contre-courant, des rivières à courant, des buses d'hydromassage ou encore des spas. 
Des efforts portent aussi sur la qualité de l'air intérieur : on cherche à réduire les chloramines (déchets formé par le complexe chlore + bactérie) pour leur odeur et pour leur effet sur la santé du personnel. Un autre produit, le PHMB, alternative au chlore, a été testé à titre expérimental, puis interdit en 2010. 
D'autres évolutions concernent l'accessibilité (ascenseurs, balisage des obstacles, carrelages texturés, plaques en braille, bornes auditives, etc.). 
De nouvelles techniques apparaissent régulièrement sur le marché. Dans les années 2010, les piscines biologiques ont rencontré un succès localisé avec quelques projets notables dites baignades publiques comme la baignade de Combloux, un test à grande échelle. Mais avec des coûts d'entretien plus importants qu'une piscine traditionnelle, l'engouement pour les baignades s'est essoufflé. Depuis, les piscines en verre et en inox sont apparues (Chartres, Quiberon, Herlies ou Bellerive-sur-Allier, Sinnamary en Guyane) mais leur développement est encore négligeable.
L'emploi des énergies renouvelables et la récupération des eaux pluviales devraient se développer d'ici 2020.